# Франку, Итамар
Итама́р Аугу́сту Каутие́ру Фра́нку (порт. Itamar Augusto Cautiero Franco; 28 июня 1930 — 2 июля 2011) — бразильский политический и государственный деятель, 33-й президент Бразилии (1992—1995).

## Ранние годы
Итамар Франку родился на корабле, плывшем из Салвадора в Рио-де-Жанейро. Имя Итамар составлено из названия корабля, «Ита», и слова mar, что по-португальски означает «море».
Итамар вырос и получил образование в городе Жуис-ди-Фора в штате Минас-Жерайс. Там же в 1955 году он получил диплом инженера. С 1967 по 1971 год, а потом с 1973 по 1974 год Итамар Франку был мэром Жуис-ди-Фора.

## Начало карьеры
Франку ушёл в отставку с поста мэра в 1974 году и успешно участвовал в выборах в Федеральный сенат от штата Минас-Жерайс. Вскоре он стал старшей фигурой в партии Бразильское демократическое движение, которая являлась официальной оппозицией военному режиму, руководившему Бразилией с 1964 года. Франку был переизбран на пост сенатора в 1982 году. В 1986 году он баллотировался на пост губернатора Минас-Жерайса от Либеральной партии, но потерпел поражение.
В 1989 году Франку покинул Либеральную партию и присоединился к маленькой Национальной партии реконструкции, где стал напарником кандидата в президенты Фернанду Колора ди Мелу. Колор ди Мелу победил, и Франку стал вице-президентом Бразилии.

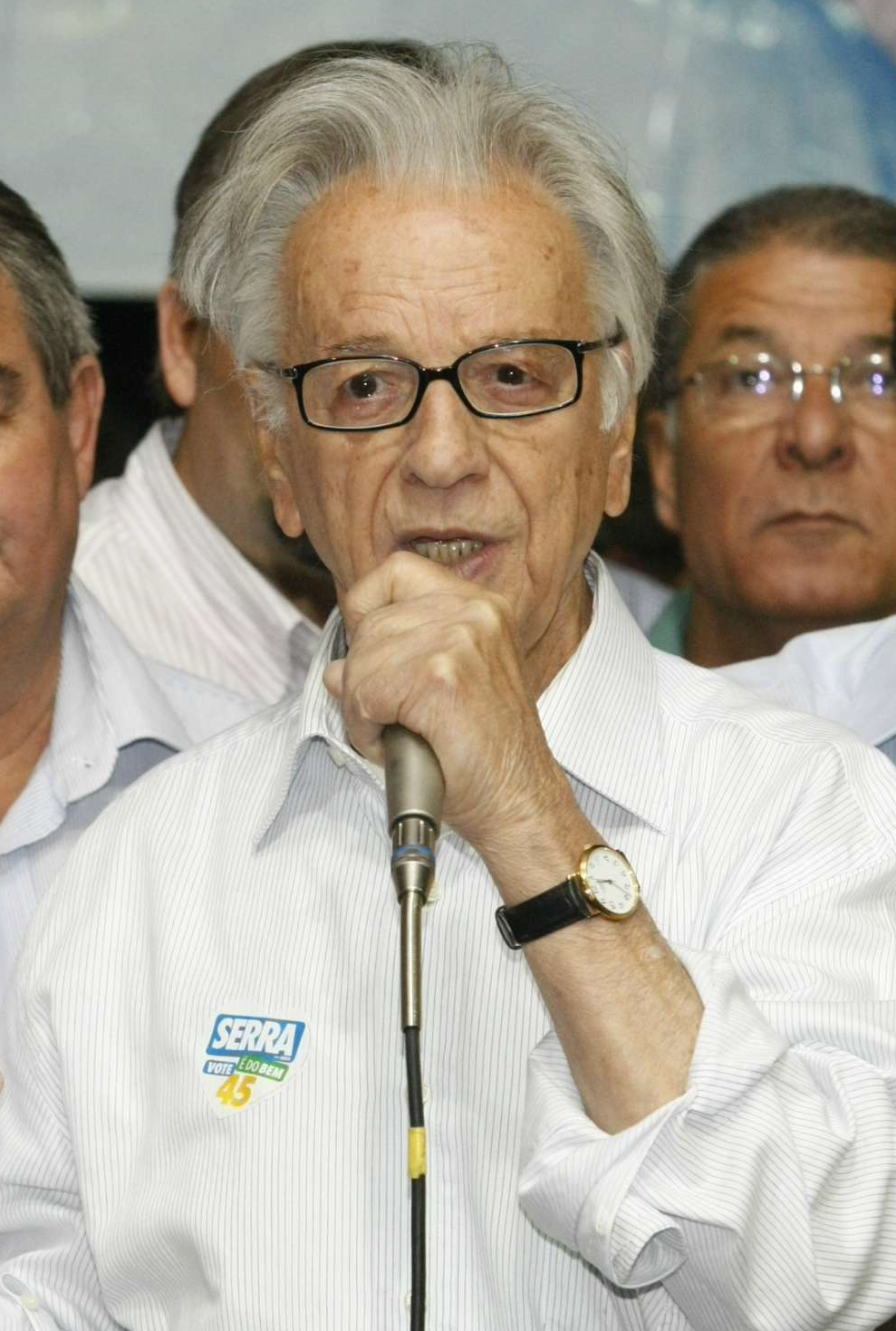
2010 г.

## На посту президента
В 1992 году Колор ди Мелу был обвинён в коррупции и был вынужден оставить президентский пост. Франку исполнял обязанности президента с сентября 1992 до декабря того же года, когда было объявлено решение об импичменте Колора. С этого момента Франку официально занял кресло президента.
Франку пришёл к власти в период тяжёлого экономического кризиса в Бразилии, когда инфляция достигала 1100 % в 1992 и почти 6000 % в 1993 году. Франку назначил министром финансов Фернанду Энрике Кардозу, который провёл «План Реал», стабилизировавший экономику и обуздавший инфляцию. Кардозу стал официальным кандидатом на пост президента и занял его в 1995 году. Однако Франку скоро стал противником правительства Кардозу, разойдясь с ним во мнениях относительно программы приватизации.

## Дальнейшая карьера
С тех пор Франку служил послом Бразилии в Португалии, а затем послом Бразилии в Организации американских стран в Вашингтоне. В 1998—2003 годы возглавлял штат Минас-Жерайс, после чего был назначен послом Бразилии в Италии.
Итамар Франку скончался 2 июля 2011 года в одной из клиник Сан-Паулу от пневмонии.

## Личная жизнь
Был женат на Анне Элизе Жунерус, развёлся в 1971 году, имея двух дочерей.